# Irene Kuiper
Irene Kuiper (12 februari 1962) is een Nederlandse (musical)actrice, stemartieste, producente en auteur.

## Opleiding
- Vooropleiding Conservatorium Amsterdam
- Vooropleiding Kleinkunstacademie Amsterdam
- Spelles van o.a. Johan Gerter
- Zangles van Leni Vermaire

## Theater
| Jaartal     | Titel                                    | Rol                            | Producent                           |
| ----------- | ---------------------------------------- | ------------------------------ | ----------------------------------- |
| 1985        | Een draad in het donker                  | Koor                           | Majeur Plus                         |
| 1985        | Niet allemaal tegelijk                   |                                | Cabaret Boemerang                   |
| 1986        | Open deuren                              | Bo Roeffen                     | Cabaret Boemerang                   |
| 1986        | Stracciatella speelt Truss               |                                | Sweat Produkties                    |
| 1987        | De André van Duin Revue '100 jaar Carré' | Backing Vocal                  | André van Duin                      |
| 1987        | Berlin tot Broadway with Kurt Weill      |                                | American Repertory Theatre          |
| 1988        | Piaf                                     | Edith Piaf                     | American Repertory Theatre          |
| 1989        | Alles roest aan de kust                  | Scarlet                        | Sweat Produkties                    |
| 1989-1990   | Cabaret                                  | Fraulein Kost                  | Joop van den Ende Toneelprodukties  |
| 1991-1992   | Les Misérables                           | Oude vrouw & Madame Thenardier | Joop van den Ende Theaterproducties |
| 1992        | Werklicht                                |                                | Het Werkteater                      |
| 1993        | Lente                                    |                                | Het Werkteater                      |
| 1993        | Loves & Lives                            | Claire                         | Stichting Brekend Vaatwerk          |
| 1993        | Brieven naar huis                        | Sylvia Plath                   | Stichting Brekend Vaatwerk          |
| 1994        | Gek van het werk                         |                                | Het Werkteater                      |
| 1994        | La Jenny                                 |                                | Het Werkteater                      |
| 1996        | Scherven                                 |                                | Het Werkteater                      |
| 2001-2002   | Saturday Night Fever                     | Flo Manero                     | Joop van den Ende Theaterproducties |
| 2003        | Honolulu                                 |                                | Stichting Parels voor de Zwijnen    |
| 2005        | Als op het Leidseplein...                | Heintje Davids                 | V&V Entertainment                   |
| 2006-2008   | Overgang                                 | Ida                            | Stichting De Nel                    |
| 2009        | Boeing Boeing                            | Huishoudster Bertha            | Joop van den Ende Theaterproducties |
| 2010        | Denk aan mij                             |                                | Stichting De Nel                    |
| 2011        | Dames dubbel                             | Diverse rollen                 | Stichting De Nel                    |
| 2012        | Bernarda Alba                            |                                | M-Lab                               |
| 2013 - 2014 | Sister Act                               | Zuster Maria Lazarus           | Joop van den Ende Theaterproducties |
| 2014 - 2015 | Billy Elliot                             | ensemble, understudy oma       | Joop van den Ende Theaterproducties |
| 2015 - 2016 | Harrie Babba                             | Fahita                         | Jon van Eerd's Pretpakhuis          |
| 2016 - 2018 | In bed met Dietrich en Piaf              | Edith Piaf                     | De Nel Theaterproducties            |
| 2018- 2019  | The Addams Family                        | Oma Eudora                     | TEC Entertainment                   |
| 2019        | Callas, Onassis, Kennedy                 | o.a. Jacky Kennedy             | De Nel Theaterproducties            |
| 2022-2023   | The Mousetrap                            | alternate Mrs. Boyle           | REP Theaterproducties               |
| 2023        | Op reis met Dietrich en Piaf             | Edith Piaf                     | i.s.m. het Zeeuws Orkest            |

## Televisie
| Jaartal   | Titel                   | Rol                | Zender/Omroep | Opmerkingen              |
| --------- | ----------------------- | ------------------ | ------------- | ------------------------ |
|           | Vrienden voor het leven |                    | RTL 4         | gastrol                  |
| 1992      | GTST                    | Betty Winkelman    | RTL 4         | gastrol                  |
| 1993      | Vrouwenvleugel          | Anita Oerlemans    | RTL 4         | gastrol                  |
| 1995      | Lekker Lang Lusse       |                    | RTL 4         | gastrol                  |
| 1996      | Oppassen!!!             | Inez               | VARA          | afl. Een gouwe handeltje |
| 2004-2006 | TopStars                | Liesbeth van Asten | Zapp          | vaste rol                |

## Nasynchronisatie
- De Leeuwenkoning (stem: Shenzi)
- De Leeuwenkoning's Timon & Pumbaa (stemmen: Shenzi / vrouw)
- De Leeuwenkoning 3: 'Hakuna Matata' (stem: Shenzi)
- My Life as a Teenage Robot
- Twins

## Producent, Auteur, Regie en Radio
| Jaartal    | Titel                                                      | Functie                           | Opmerkingen                     |
| ---------- | ---------------------------------------------------------- | --------------------------------- | ------------------------------- |
| 1992       | Werklicht                                                  | Auteur                            | Het Werkteater                  |
| 1993       | Lente                                                      | Auteur                            | Het Werkteater                  |
| 1993       | Loves & Lives                                              | Auteur                            | Stichting Brekend Vaatwerk      |
| 1994       | La Jenny                                                   | Auteur                            | Het Werkteater                  |
| 1994       | Gek van het werk                                           | Auteur                            | Het Werkteater                  |
| 2005-2008  | Overgang                                                   | Producent                         | Stichting De Nel                |
| 2000-2010  | 8ste groep Musicals                                        | Samenstelling, script &regie      | Basisscholen                    |
| 2009       | Ad Hoc Projecten                                           | Productie en budgetbewaking       | Het Werkteater                  |
| 2009-2010  | Denk aan mij                                               | Producent                         | Stichting De Nel                |
| 2009       | In de ban van Richard, naar Richard de 3de van Shakespeare | Regie                             | AJTS                            |
| 2012       | Jeugdherinneringen 2                                       | Preproductie en organisatie       |                                 |
| 2012       | Shrek                                                      | Regie-assistentie en spelcoaching | Albert Verlinde Entertainment   |
| 2005-2022  | Producent De Nel Theaterprod.                              | Producent                         |                                 |
| 2000-2022  | Meerdere malen bestuurslid van Stichtingen en Verenigingen | waaronder AmsterdamFm tot 2022    |                                 |
| 2022-heden | Lid van Raad van Toezicht                                  | Stichting Norma                   |                                 |
| 2018-2020  | Radioprogramma, wekelijks, Moet je horen!                  | Presentatie en samenstelling      | AmsterdamFM                     |
| 2020-heden | Hoedje, theatervoorstelling voor 4+                        | Idee en script                    | i.s.m. Brisk, blokfluitensemble |
| 2021-2022  | Jubileumvoorstelling 425 jaar DNA Douane                   | Samenstelling en spelregie        | i.s.m. Theaterhangaar SvO       |
| 2022-heden | Podcast, maandelijks, Moet je nou 's horen!                | Presentatie en samenstelling      | I.s.m. Allard Pierson en AFM    |

## Commercials
- Ambi Pur
- De havik
- Lotus
- Marietje Appelgat
- MasterCard
- NS Dalvrij reizen

- OHRA
- Pritt-online
- U.D.O.
- Vicks
- V&D
- Eneco, Klote zon

## Prijzen
In 2006 won ze een John Kraaijkamp Musical Award voor de rol van Heintje Davids in “Als op het Leidseplein”.